# Мапусуа, Сеилала
Ваовасаманаиа Сеилала Мапусуа (англ. Vaovasamanaia Seilala Mapusua, родился 27 февраля 1980 года) — самоанский регбист и регбийный тренер, выступавший на позиции центрового. Известен по играм за новозеландский «Хайлендерс» в Супер Регби и за «Лондон Айриш» в чемпионате Англии. В 2020—2023 годах — тренер сборной Самоа. В настоящее время — тренер защитников в клубе «Моана Пасифика».

## Игровая карьера

### Клубная
Мапусуа является уроженцем самоанского местечка Мото'отуа. Он вырос в новозеландском Веллингтоне и учился в колледже Уэсли. В то же время заниматься регби он начал ещё на островах. В колледже Уэсли он тренировался под руководством тонганца Аманаки Палави и играл в той команде, капитаном которой был Джона Лому. Мапусуа одержал немало побед на разных возрастных уровнях, прежде чем стал играть за команду региона Отаго в первенстве провинций. В команду Отаго он пришёл в 2000 году, сыграв порядка 70 матчей и занеся 12 попыток. С 2002 по 2006 годы он выступал за клуб «Хайлендерс» в Супер 12, отыграв там пять сезонов.
За «Лондон Айриш» Мапусуа начал выступать в сезоне 2006/2007, по итогам которого он стал лучшим новичком клуба. В сезоне 2008/2009 он занёс 9 попыток в 27 матчах и помог клубу дойти до финала чемпионата. По итогам сезона он был признан лучшим игроком по версии Профессиональной ассоциации регбистов (англ. Professional Rugby Players' Association). Всего он сыграл в разных турнирах за «Лондон Айриш» 125 матчей, в том числе 91 в английской Премьер-Лиге (75 очков за счёт 15 занесённых попыток) и 23 в Кубке Хейнекен.
В январе 2011 года Мапусуа объявил о том, что после окончания текущего сезона уйдёт в японский клуб «Кубота Спирс». За этот клуб он сыграл 31 матч, а позже выступал за другой японский клуб «Камаиси Сиуэйвз», проведя в его составе 25 матчей. В 2016 году Мапусуа окончательно завершил игровую карьеру.

### В сборной
Мапусуа вызывался в сборную Новой Зеландии до 19 лет, с которой выступал на чемпионате мира в Уэльсе. В 2000 году в составе молодёжной сборной он выиграл финал Кубка мира, в котором «Кольтс» победили команду ЮАР. 17 июня 2006 года Мапусуа дебютировал в матче за сборную Самоа против Японии. Он выступал с командой на чемпионатах мира 2007 и 2011 годов, причём в 2011 году он был капитаном сборной. Перед чемпионатом мира 2011 года в одном из подготовительных тест-матчей его сборная сенсационно победила Австралию со счётом 32:23. Всего он сыграл 26 матчей за сборную Самоа, набрав 5 очков (одна занесённая попытка). 22 июня 2013 года в Апиа он провёл последний матч за сборную Самоа против ЮАР. На чемпионатах мира он всего сыграл 7 матчей.
Помимо этого, Мапусуа выступал за объединённую сборную игроков Тонги, Фиджи и Самоа под названием «Пасифик Айлендерс», дебютировав в составе этой сборной 3 июля 2004 года в Аделаиде в матче против Австралии. Всего он сыграл 7 матчей за эту сборную, набрав 5 очков (одна занесённая попытка).

## Стиль игры
Учась в колледже, Мапусуа в начале играл на позиции хукера, но затем перешёл в полузащиту. Играя на позиции центрового, он умел не только хорошо двигаться с мячом, но и своевременно совершать оффлоды (избавляться от мяча). Также он умело действовал в защите, что помогало клубу «Лондон Айриш» выигрывать матчи в Премьер-Лиге и Кубке Хейнекен.

## Тренерская карьера
После возвращения в Новую Зеландию Мапусуа работал в Регбийном союзе Отаго в отделе повышения квалификации тренеров.
В августе 2020 года Мапусуа был назначен новым главным тренером сборной Самоа. В декабре 2020 года ему присвоили титул фа'аматаи.
Мапусуа работал со сборной Самоа на чемпионате мира 2023 года, а в отставку был отправлен в марте 2024 года, уступив место Махонри Швальгеру. 5 ноября 2024 года стало известно, что Мапусуа назначен тренером защитников клуба «Моана Пасифика».

### Семья
Отец — священник в церкви, который переехал в Веллингтон, чтобы читать проповеди местной самоанской общине. Мать — уроженка острова Уполу. Есть сын. Сеилала является христианином и постоянно ходит в церковь.